# Castelnau-d'Aude
Castelnau-d'Aude är en kommun i departementet Aude i regionen Occitanien  i södra Frankrike. Kommunen ligger  i kantonen Lézignan-Corbières som ligger i arrondissementet Narbonne. År 2022 hade Castelnau-d'Aude 494 invånare.

## Befolkningsutveckling
Antalet invånare i kommunen Castelnau-d'Aude
Referens: INSEE